# Simulium catariense
Simulium catariense är en tvåvingeart som beskrevs av Pinto 1932. Simulium catariense ingår i släktet Simulium och familjen knott. Inga underarter finns listade i Catalogue of Life.